# Domokos Géza
Domokos Géza (Brassó, 1928. május 18. – Marosvásárhely, 2007. június 26.) erdélyi magyar író, politikus, műfordító.

## Életpályája
Az elemi iskolát Zágonban, a középiskolát Sepsiszentgyörgyön végezte. A kolozsvári Bolyai Tudományegyetemen kezdte a bölcsészkart, majd egy év után Moszkvában a Makszim Gorkij Irodalmi Intézetben Pausztovszkij tanítványa lett. Visszatérve Romániába az Előre, a Pionír és az Ifjúmunkás szerkesztőségében dolgozott. 1961-től a bukaresti Irodalmi Könyvkiadó nemzetiségi részlegének főszerkesztője, 1970-től a Kriterion Könyvkiadó igazgatója lett. Az Irodalmi Könyvkiadónál töltött évek alatt indultak el a Romániai Magyar Írók, a Horizont és a Forrás sorozatok.
A diktatúra bukása után a születő Romániai Magyar Demokrata Szövetség alapítója és első elnöke lett. Meghatározó szerepet játszott a szervezet országos intézményeinek kiépítésében, a román politikai pártokkal folytatott párbeszéd elindításában, az RMDSZ külföldi megismertetésében, a romániai magyar közösség parlamenti politikájának kialakításában. 1993-tól kezdve a közélettől visszavonultan élt.

## Művei
- A legszebb üzenet, útirajz, Bukarest, 1953
- A negyedik emlék. Feljegyzések Békásról (riportok); Ifjúsági, Bukarest, 1961
- A Kriterion műhelyében. Beszélgetések Domokos Gézával a Kriterion Könyvkiadóról; gyűjt., szöveggond. Dálnoki Szabó Dénes; Kossuth, Bp., 1988
- Esély. Visszaemlékezés 1989–1992. I-III.; Pallas-Akadémia, Csíkszereda, 1996–1998
- Igevár. Kriterion-történet tizenhat helyzetképben elmondva; Pallas-Akadémia–Polis, Csíkszereda–Kolozsvár, 2000
- Éveim, útjaim, arcaim; Pallas-Akadémia, Csíkszereda, 2002
- Apályban. Napló – ezerkilencszáznyolcvannyolc; Pallas-Akadémia, Csíkszereda, 2004
- Éveim, útjaim, arcaim; Pro-Print, Csíkszereda, 2012

„Írni is úgy írt, ahogy a régi erdélyiek: dísztelenül, szikáran, pontosan, tisztán, érthetően. Íróként az erdélyi emlékírók folytatója volt, az Apor Péterek, Mikes Kelemenek közül való. Első olvasásra száraznak tűnhetnek mondatai, de valójában csak kemények. Évek múltán most elővettem önéletrajzi visszaemlékezéseit, és míg mások szép színes metaforái rövid idő alatt romlandónak bizonyultak, az ő munkáinak súlya mintha növekedne, mintha érvényesebb lenne az is, amit a napi politika dilemmáiról papírra vetett. Ellenfeleit bírálja, de nem mocskolja, ellenségeit próbálja megérteni”

– Markó Béla beszéde Domokos Géza gyászszertartásán.

### Műfordításai
- Mihail Solohov: Az út (Németh Lászlóval, Makai Imrével), Bukarest, 1960
- Vaszilij Akszjonov: Félúton a hold felé, válogatott elbeszélések. Bukarest, 1969